# 水庭進
水庭 進（みずにわ すすむ、1924年3月21日-2017年6月14日)は、戦前・戦後に活躍したアナウンサー、教育者、文筆家、俳人。
東京生まれ。東京外国語学校英語科卒。日本放送協会の国際放送の英語アナウンサーを務めた。俳人協会会員。

## 人物
巣鴨学園を経て東京外国語学校（現・東京外国語大学）、英米科3年生在学時の1944年、学生アルバイトとして英語アナウンサーとなり、その後1946年に職員として入局。
戦後の国際放送再開以降も英語アナウンサーとしてニュースや朗読番組などで活躍し、1967年の吉田茂国葬の実況生中継も行った。チーフアナウンサー、アジア部長、欧米部長、国際局次長などを務め、1980年に定年退職。その後、早稲田大学教育学部非常勤講師、日本大学歯学部教授、日本大学総合研究所教授を歴任。俳句に関する著作も多い。

## エピソード
- 「東京ローズ＝アイバ戸栗」論に疑問を持ち、著書やテレビ番組で、米兵などから東京ローズと呼ばれていたのはジューン須山（芳枝）だったのではないかとしている[3][4][5]。水庭は戦前の海外放送に携わっており、戸栗、須山ともによく知っている。

## 過去の出演番組
- News
- Current Affairs

その他、吉田茂元首相国葬の実況中継など、特番のアナウンスも担当した。

## 編著書
- 『現代米語解説活用辞典』編 ジープ社 1950
- 『遊びの英語』　研究社、1959
- 『歯科英語活用辞典』編 日本大学歯学部 1983
- 『歯科の英語活用辞典』編 南雲堂 1986
- 『釣りの英語活用辞典』編 南雲堂 1986
- 『野球の英語活用辞典』編 南雲堂 1988
- 『現代俳句表記辞典』編 博友社 1990
- 『現代俳句類語辞典』編 博友社 1991
- 『現代俳句古語逆引き辞典』編 博友社 1992
- 『現代俳句読み方辞典』編 博友社 1992
- 『現代俳句擬音・擬態語辞典』編 博友社 1993
- 『現代俳句言葉づかい辞典』編 博友社 1995
- 『現代俳句慣用表現辞典』編 博友社 1996
- 『続・現代俳句慣用表現辞典』編 博友社 1997
- 『NHK国際放送元英語アナウンサー水庭進の英語街道をゆく』　（カセットテープ付き）茅ケ崎出版 1998
- 『俳句に詠む四字熟語』編 竹内書店新社 1999
- 『作句に役立つ類語いろいろ』編 竹内書店新社 2000
- 『俳句に活かす漢字表記』編 竹内書店新社 2000
- 『恥かきっ子 母の想い出と人生の詩』三樹書房 2001
- 『酒と魚とサロメ』慶友社 2002
- 『俳句に詠う冠婚葬祭』編 竹内書店新社 2002
- 『ナルミ』慶友社 2003
- 『今朝、(衣)に会った』慶友社 2004
- 『野球の英語辞典 メジャーの実況放送も愉しめる』編 章友社 2004
- 『釣りは愉し 眠れぬ夜のために』章友社 2005
- 『現代俳句表現活用辞典』編 東京堂出版 2006
- 『俳句に詠む喜怒哀楽』編 博友社 2008
- 『現代の俳人たちに詠まれる美しい季語たち』編 博友社 2010
- 『詩の小筥 俳句と旅と人生と』東京堂出版 2012
- 『チューリップ唇(くち)をすぼめて英語の〈u?〉』茅ケ崎出版 2013